# DTMP kinase
La dTMP kinase, ou thymidylate kinase, est une phosphotransférase qui catalyse la réaction :
ATP + dTMP  {\displaystyle \rightleftharpoons }  ADP + dTDP.
Cette enzyme intervient dans la synthèse de novo du dTTP, indispensable à la réparation et la réplication de l'ADN.